# Curvularia richardiae
Curvularia richardiae är en svampart som beskrevs av Alcorn 1971. Curvularia richardiae ingår i släktet Curvularia och familjen Pleosporaceae.   Inga underarter finns listade i Catalogue of Life.